# Модрич (Лашко)
Модрич (словен. Modrič) — поселення в общині Лашко, Савинський регіон, Словенія. Висота над рівнем моря: 247,9 м.